# Polyozus
Polyozus is een geslacht van wantsen uit de familie van de Miridae (Blindwantsen). Het geslacht werd voor het eerst wetenschappelijk beschreven door Eyles & Schuh in 2003.

## Soorten
Het genus bevat de volgende soorten:

- Polyozus australianus (Carvalho, 1965)
- Polyozus bulita Weirauch, 2007
- Polyozus furcilla Weirauch, 2007
- Polyozus galbanus Eyles & Schuh, 2003
- Polyozus kojonup Weirauch, 2007
- Polyozus kuringgai Weirauch, 2007
- Polyozus manilla Weirauch, 2007
- Polyozus mina Weirauch, 2007
- Polyozus tridens Weirauch, 2007